# Hubert Robert
Hubert Robert (Parigi, 22 maggio 1733 – Parigi, 15 aprile 1808) è stato un pittore francese.

## Biografia
Dopo una prima educazione artistica ricevuta in patria, nel 1754, al seguito del conte di Stainville si recò a Roma, ove fu ammesso a frequentare i corsi dell'Accademia di Francia.
Importanza determinante nella sua formazione ebbero gli esempi del vedutismo di Giovan Battista Piranesi e di Giovanni Paolo Pannini, che egli interpretò con una più sbrigliata sensibilità pittorica di gusto rococò, grazie anche ai suggerimenti venutigli dal giovane Jean-Honoré Fragonard che egli conobbe appunto a Roma nel 1756 e col quale resterà poi in rapporti di amicizia.
Con Fragonard e col comune mecenate l'abate di Saint-Non visitò i dintorni di Roma e, dopo il 1761, Napoli e i luoghi archeologici della Campania, traendone un imponente numero di vedute pittoresche ed ariose, alcune delle quali vennero poi riprodotte nel famoso Voyage pittoresque dello stesso Saint-Non.
Robert fu a Firenze nel 1763, quindi di nuovo a Napoli ed a Paestum: dagli appunti di questi viaggi ricavò poi le incisioni della serie Les soirées de Rome. Dopo un breve soggiorno a Venezia nel 1764, tornò definitivamente in Francia l'anno dopo e qui continuò ancora a dipingere e a disegnare vedute, nelle quali il dato realistico è trasfigurato, in una visione fantastica e spesso idillica. Nel 1783 si recò in Linguadoca, per visitare le rovine romane che di nuovo ritrasse, con un sentimento pre-romantico.
Fu nominato disegnatore dei giardini reali e fu il primo conservatore del Musée Royal. Durante la Rivoluzione francese fu imprigionato, ma fece poi parte del comitato rivoluzionario, incaricato della costituzione del Museo Nazionale. Tornò per un breve periodo in Italia, nel 1802, poi si trasferì nel Lussemburgo dove morì, nel 1808. Venne sepolto nel Cimitero d'Auteuil.
Dopo l'ultima mostra monografica del 1933, nel 2016 il Louvre - in collaborazione con la National Gallery di Washington - ha celebrato l'artista con la rassegna Hubert Robert, 1733-1808. Un peintre visionnaire, esponendo oltre 140, tra i suoi dipinti, disegni e stampe.

### Opere principali
- Ponte della campagna romana, Museo delle belle arti, Strasburgo
- Le lavandaie, Palais des beaux arts, Parigi
- La demolizione della Bastiglia, Museo Carnevalet, Parigi
- La porta della Cappella Sistina, Museo d'arte di Tolone